# Фальконера
Фальконера (грец. Φαλκονέρα) — ненаселений малий острів в архіпелазі Саронічних островів у Міртойському морі. В адміністративному відношенні входить до складу дема Спецес.

## Географія
Острів розташований за 42 милі від мису Малея та за 25 миль від острова Мілос на перетині морських маршрутів кораблів, що прямують між містами Ізмір, Пірей та Ханья. Це робить острів важливим для навігації, а також небезпечним через сильні морські течії поблизу його узбережжя.
На східному узбережжі острова побудований маяк. 1941 року в ході Другої світової війни маяк маяк зруйнований під час бомбардування. Після завершення війни відбудований наново та відновив свою роботу.
8 грудня 1966 року біля берегів Фальконери сталася корабельна аварія: затонув грецький пором «Іракліон», загинуло 217 осіб.